# Oberonia mucronata
Oberonia mucronata là một loài thực vật có hoa trong họ Lan. Loài này được (D.Don) Ormerod & Seidenf. mô tả khoa học đầu tiên năm 1997.

## Hình ảnh

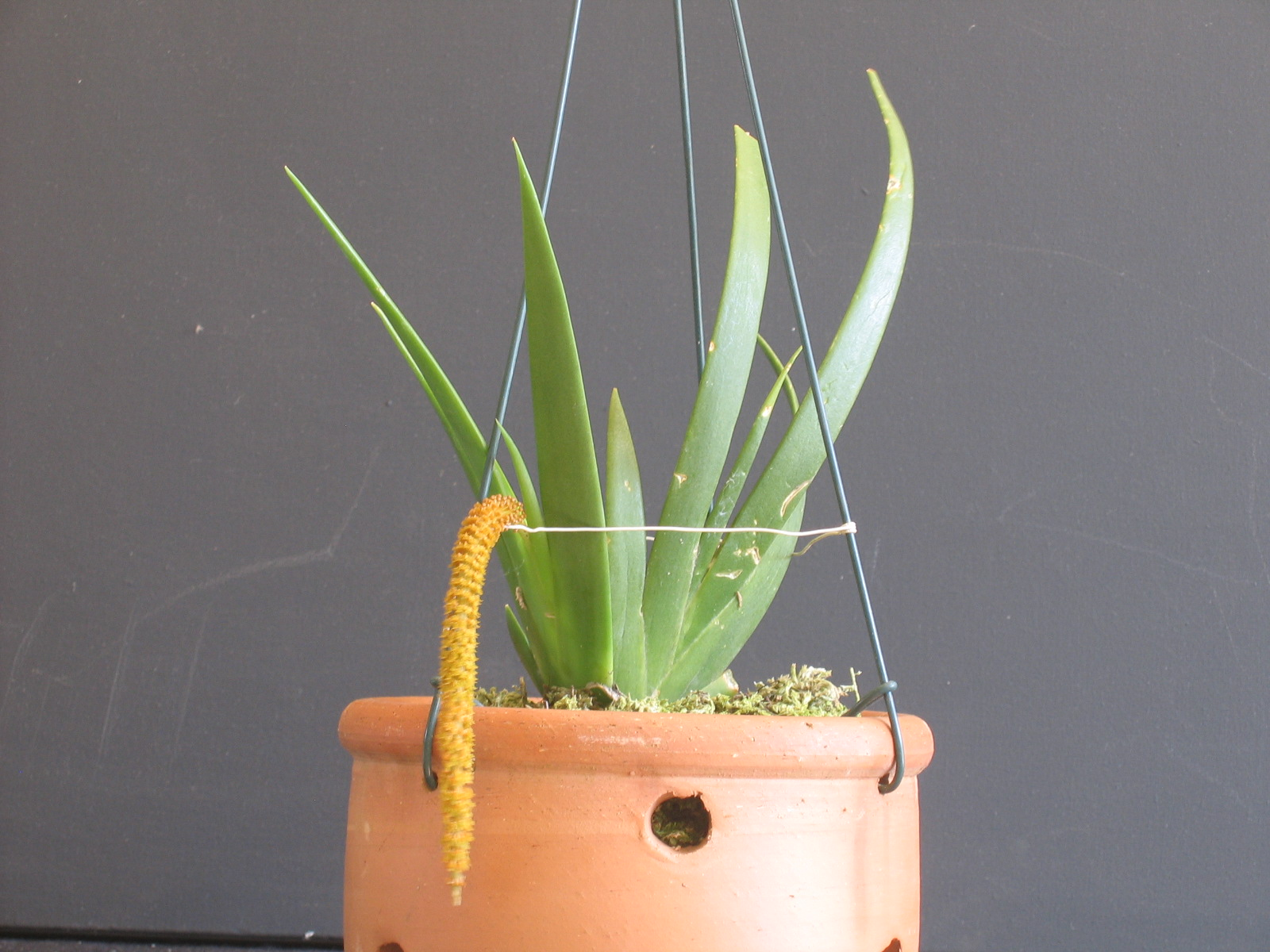
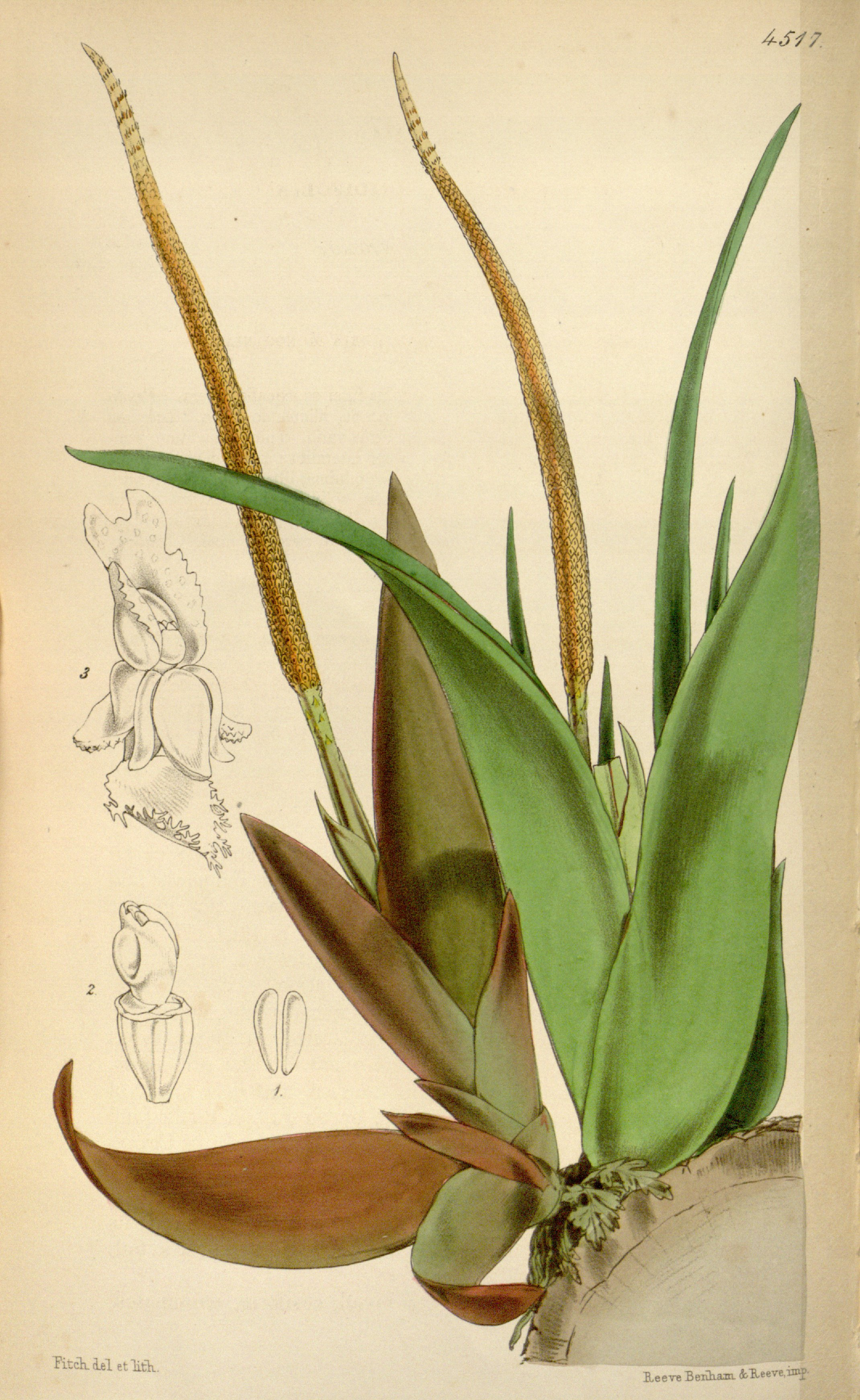
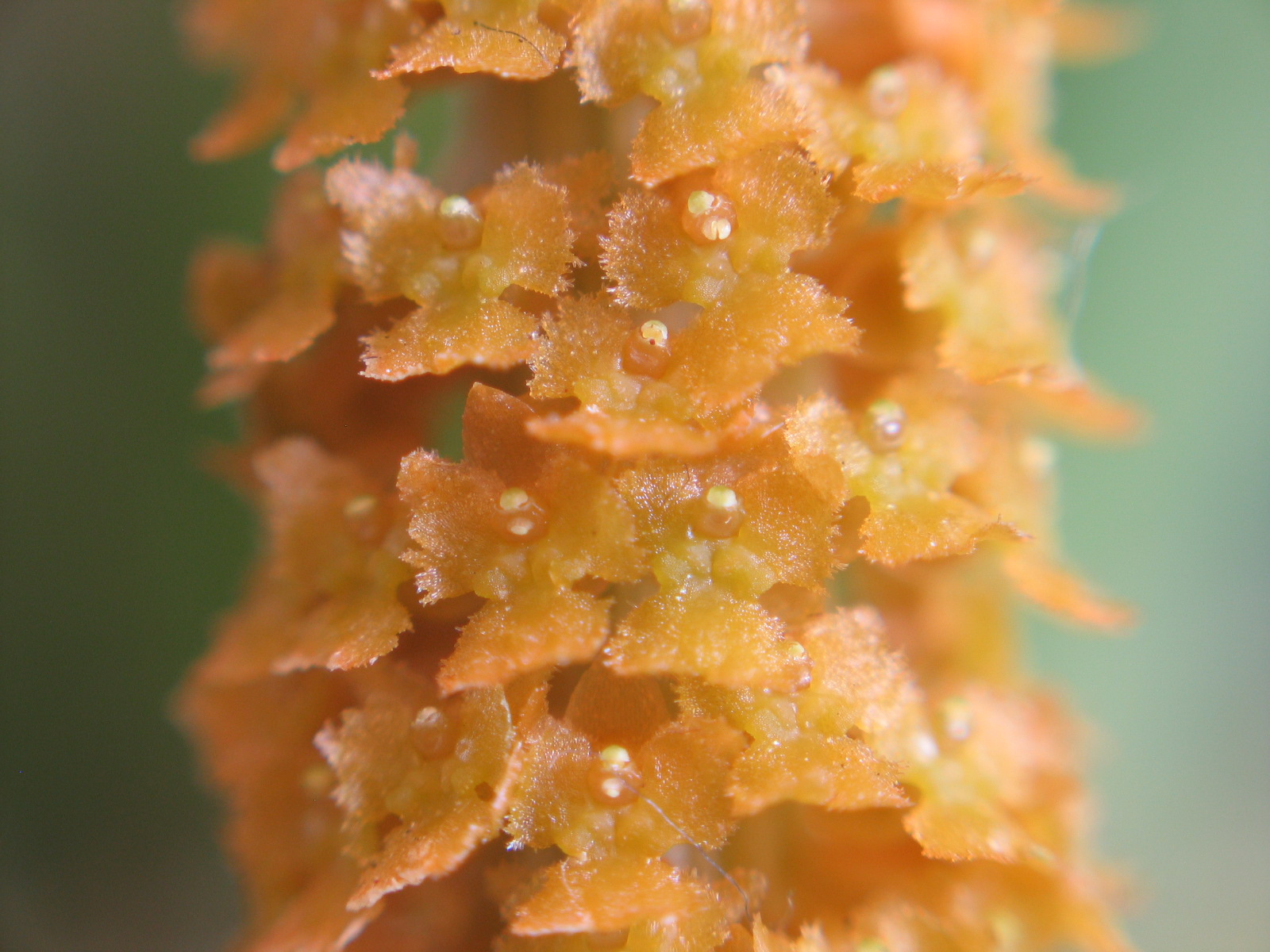